# Suji
Suji ali Sjuji (Oceti Šakowin) so bili eno najbolj znanih plemen severno-ameriških Indijancev. Njihova domovina je obsegala področje med rekama Mississippi in Missouri.
So staroselci Amerike in ljudstvo prvih naseljencev. Têrmin obsega etnične skupine velike narodnosti Sujev, govoreč velike siouan jezikovne skupine, ki se deli v tri glavne podskupine:
- Isanti (Santee or Dakota); pomeni ´Nož´, izvor iz imena jezera v današnji Minessoti
- Ihanktonwan-Ihanktonwana (Yankton-Yanktonai); ´Vas na koncu´, se smatrajo kot srednji Suji
- Teton (Lakota); ´Prebivalci na preriji´ (negotov pomen).

Danes imajo Suji mnogo ločenih plemenskih vlad po številnih rezervatih in skupnostih v Dakoti, Minnesoti, Nebraski, Manitobi, južnem Saskatchewanu  in v Kanadi.

## Sedem ognjev
Zgodovinsko se izraz teh številčnih narodov nanaša na Sedem ognjev (Očhéti Šakówį [oˈtʃʰetʰi ʃaˈkʰowĩ]), pomeni ´Skupnost Sedem ognjev´. Vsak ogenj simbolira en ´oyate´ (ljudstvo ali narod). Sedem narodov, ki tvorijo Suje, so:
- Mdewakanton,
- Wahpetowan (Wahpeton),
- Wahpekute,
- Sissetowan (Sisseton),
- Ihantowan (Yankton),
- Ihanktowana (Yanktonai) in
- Teton (Lakota).

Skupnost Sedem ognjev se je zbrala vsako poletje za posvet, obnovo prijateljstva, za odločitve glede plemenskih zadev in udeležbe v Sončevem plesu. Izbrali so štiri voditelje poimenovane ´Wicasa Yatapicka´ med vodji ´Sedmih narodov´. Zadnje srečanje skupnosti Sedem ognjev je bilo leta 1850.
Danes so Tetoni, Isanti, Ihantowani in Ihanktowani običajno poznani kot plemena Lakota, Vzhodna Dakota ali Zahodna Dakota. V vsakem od treh glavnih dialektov, »Lakota«, »Dakota« pomeni »prijatelj« ali bolj pravilno »zaveznik«. Raba Lakota, Dakota se tako nanaša na zavezništvo, ki je nekoč povezovala Veliko narodnost Sujev.

## Politična organizacija
Politična organizacija je bila osnovana na udeležbi posameznikov in kooperaciji mnogih v podporo plemenskemu načinu življenja. Vodje so bili izbrani glede na nasledstvo po rojstvu in izkazu hrabrosti, velikodušnosti in modrosti.
Politični vodje so bili člani skupnosti ´Naca Ominicia´ in so določali zadeve plemenskega lova, premikov taborov, o vzpostavljanju miru ali vojne s sosedskimi plemeni, in o katerikoli drugi zadevi skupnosti. Družbe so temeljile na očetovskih skupnostih ali fraternities: moški so določali pozicije v plemenu. Družba je bila zbrana iz manjših klanov in je variirala v številu izmed vsake od sedmih skupin. Bili sta dve skupini družb: Akicita za mlajše moške in Naca za staroste in bivše vodje.
Akicita (´Bojevniki´) družba je gojila bojevnike, lovce in nadzornike skupnosti. Bilo je veliko manjših skupin ´Akicite´, ki so se imenovale ´Puščavski lisjak´ (Kit Fox), ´Močno srce´ (Strong heart), ´Los´ (Elk) in drugi. Vodje v družbi ´Naca´ se je izbiralo od sedem do deset mož, odvisno od sedmih plemen; vsak je izkazan kot »Poglavar« (Wicasa Itancan), in vsak od predstavnikov teh poglavarjev je interpretiral in podprl odločitve družbe Naca.
Wicasa Itancani so izglasovali dva do štiri glasnike družbe (Shirt Wearers). Pomirjali so prepire med družinami in med tujimi narodnostmi. To so bili pogosto mladi možje iz družin kot dediči nasledniki. Možje iz tradicionalnih družin, ki so izkazali izredne vodstvene sposobnosti in so obenem prislužili spoštovanje skupnosti, so tudi prisostvovali izboru glasnikov. Nori konj je tak primer iz plemena Oglala Lakota.
»Nosilec pipe« (Wakincuza) je rangiral pod »glasnike družbe«. Vodil je obrede miru, izbiral lokacije za tabore in nadziral »Bojevnike« (akicite)  med lovom na bizone.

## Izvor imena
Ime Suj, orig. Sioux (izgovorjava /suː/) je v francosko govoreči Kanadi, obliki zapisa Nadoüessioüak (prvič uporabljena leta 1640). Proto-Algonquian *na·towe·wa oblika se nanaša na kačo, iz vrst klopotač, je slabšalnica s pomenom »ki govori tuj jezik«. Veliko plemen je ta izraz zato zavrnilo.
Nekatera plemena so tudi formalno prevzela tradicionalna imena: ´Pleme Rosebud Sioux´, je poznano tudi kot ´Sicangu Oyate´, medtem ko so ´Oglala´ pogosto uporabljali ime ´Oglala Lakota Oyate´, raje kot angleško ´Oglala Sioux Tribe´.

## Jezikovje
Zgodnje ločevanje na tri dialekte govoreče veje Dakota v družini Sujev so: Lakota, Dakota in Nakota. Pri čemer je:
- Lakota = Teton,
- Dakota = Santee in Yankton in
- Nakota = Yanktonai in Assiniboine dialekt.

V zadnjem času sta Assiniboine in Stoney dva različna jezika, pri čemer je sujevski jezik tretiran kot tretji, s tremi različnimi dialekti: Teton, Santee-Sisseton, Yankton-Yanktonai.
Têrmin Dakota so antropologi in vladne službe aplicirali z referenco na vse skupine jezikov Sujev in jih poimenovali Teton Dakota, Santee Dakota itd. To je posledica zmotnega prevajanja oblike Suj s pomenom ´kača´.

## Moderne geografske in etnične razdelitve
Danes Suji naseljujejo številne rezervate in skupnosti v Južni in Severni Dakoti, Minnesoti, Nebraski, Južni Karolini ter v Manitobi in južnem Saskatchewanu v Kanadi.
Prvi zasledki Sujev so v današnji Minessoti, Iowi in Wisconsinu. Po tem, ko so indijanci pričeli uporabljati konje, so Suji dominirali po večji površini; in sicer na tleh od današnje Kanade do Platte River v Nebraski, od Minessote do reke Yellowstone, vključno s pokrajino Powder River v Wyomingu.
Etnične razdelitve:
- Santee divizija (Dakota (tudi Vzhodni Dakota))
  - Mdewakantonwan  (»Jezerska vas«)
pomembna oseba: Taoyateduta
  - Sisseton (negotovo, morda »Prebivalci močvirij«)
  - Wahpekute (»Vodje listov«)
pomembna oseba: Inkpaduta
  - Wahpeton (»Vas listov«)
- Yankton-Yanktonai divizija (Zahodni Dakota)
  - Ihanktonwan (Yankton, (»Konec vasi«)
  - Ihanktonwana (Yanktonai, »Konec male vasi«)
pomembni osebi: Wanata, Chief War Eagle (Ognjeni orel)
  - Stoney nedvisna veja (Nakoda)'
- Titonwan/Teton division (Lakota) (negotovo, morda »Prebivalci prerije«):
  - Oglala (negotovo, morda »Tisti ki (se) širijo«)
pomembne osebe: Nori konj, Rdeči oblak, Črni los in Billy Mills (olimpijec)
  - Hunkpapa (pomeni »Vodja ljudstva«)
pomembna oseba: Sedeči bik
  - Sihasapa (»Suj Črna noga«, ne sme se jih zamenjevati z Algonquian - Blackfoot)
  - Minneconjou (»Rastlina, ki raste ob vodi«)
pomembni osebi: Heh-won-ge-chat (Lone Horn) (»Samorog«) in Touch the Clouds (»Dotaknil se je oblakov«)
  - Sičháŋǧu Oyáte (francosko: Brule) (»Požgane kosti«)
  - Itazipacola (francosko: Sans Arc »Brez lokov«)
  - Oohenonpa (angleško: Two Kettles) (»Dva lonca«)

## Ljudstvo Prvih Naseljencev na rezervatih
Polovica vseh Sujev danes živi na rezervatih.
V Kanadi vlada priznava plemenski skupnosti izraz »First nations« (Staroselci). Lastništvo zemlje teh ´Staroselcev´, ´Prvega ljudstva´ je poimenovano »Reserves« - ´Rezervati´.

## Zgodovina
- Vojna v Dakoti 1862
- Vojna Red Cloud's
- Velika Vojna Sujev 1876-77
- Pokol pri Ranjenem kolenu
- Prisiljena premestitev
- Incident Wounded Knee
- Republika Lakota

## Znani Suji

### Zgodovinske osebe
- Sinte Gleśka (Pikast rep) - Brule chief
- Taoyateduta (Mala vrana) - poglavar znan po vojni v Dakoti 1862 Dakota War of 1862
- Tatanka Iyotanke (Sedeči bik) - poglavar znan po bitki Battle of Little Bighorn
- Tasunka Witko (Nori konj) - znan po voditeljstvu in pogumu v bitki
- Mahpia Icahtagya (Dotik oblaka) - znan po legendarni moči, velikosti, velik bojevnik
- Makhpiya-luta (Rdeči oblak) - poglavar znan po Red Cloud's War
- Tasunkakokipapi (Mlad mož ki se boji konja) - Oglala poglavar udeležen v Red Cloud's War
- Ishtakhaba (Zaspano oko) - poglavar v Sisseton-ovi bandi v sredini 19. stol., podpisal je štiri pogajanja[1]
- Hehaka Sapa (Black Elk - Črni los) - sveti mož, vir v Black Elk Speaks in ostale knjige
- Tahca Ushte (Lame Deer) - sveti mož, ki je ponesel starodavna znanja v moderno dobo
- Ohiyesa Charles Eastman - avtor, zdravnik in prenovitelj
- Colonel Gregory »Pappy« Boyington - prejemnik Častne medalje v II. svetovni vojni
- Wambditanka - Veliki Orel - Mdewakanton Dakota poglavar - prejemnik zaslug v Dakota War of 1862

### Sodobniki
- Robert »Tree« Cody, ´Native American´flavtist (Dakota)
- Elizabeth Cook-Lynn, aktivist, akademik, pisatelj
- Mary Crow Dog, pisatelj in aktivist
- Vine Deloria, Jr., aktivist in esejist
- Indigenous, ´blues band´ (Nakota)
- Illinois Jacquet, jazz saksofonist (pol Suj in pol afro-američan)
- Russell Means, aktivist (Oglala)
- Ed McGaa, avtor, pilot
- Billy Mills, prvi Američan, ki je osvojil olimpijsko medaljo v teku na 10.000 metrov na poletnih olimpijskih igrah 1964 - Oglala
- Eddie Spears, igralec (Lakota Sioux Lower Brule)
- Michael Spears, igralec (Lakota Sioux Lower Brule)
- Terry Ree, komedijant
- John Trudell,aktivist, pesnik, igralec
- Floyd Red Crow Westerman, pevec in igralec (Dakota)
- Leonard Peltier, zapornik, legendarni uboj dveh agentov FBI 1975. leta
- Woodrow Keeble, (Sisseton Wahpeton Oyate) prvi Suj prejemnik medalje časti za zasluge v korejski vojni
- Luther Standing Bear, Suj, avtor, igralec in aktivist za pravice